# Аналоговий сигнал
Ана́логовий сигна́л — сигнал (напруга, струм тощо), неперервний на всьому проміжку часу. Аналоговий сигнал є або вираженим синусоїдальним коливанням, або, у загальному випадку, розкладеним у ряд Фур'є накладанням синусоїдальних коливань певної амплітуди і частоти. Протилежністю аналоговим сигналам є дискретний сигнал, який має обмежені часові рамки (дискрета, імпульс). Аналоговий сигнал є традиційним для використання у радіо-телекомунікаційних системах, системах автоматичного керування тощо. При передачі інформації аналоговим сигналом, його видозміна можлива шляхом зміни частоти чи амплітуди коливань. 

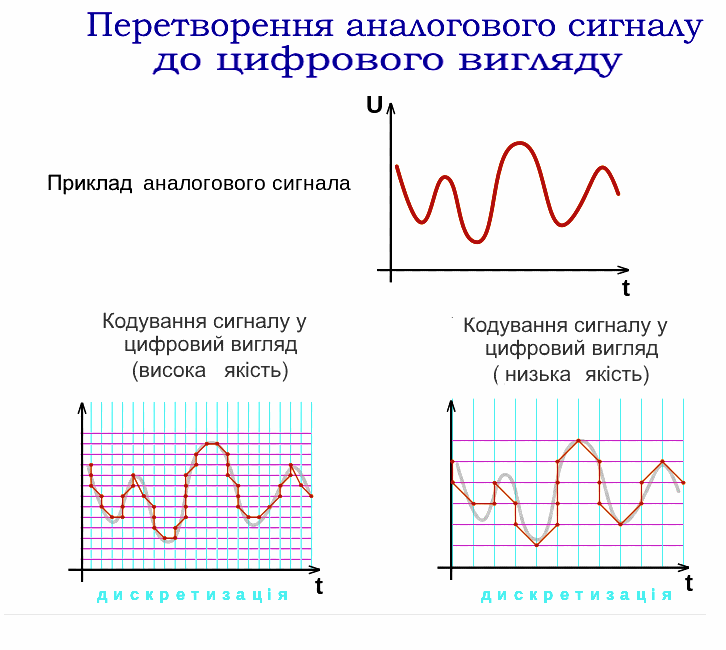

Перевагою аналогового сигналу над дискретним є відсутність невизначеності між відліками, яку має дискретний сигнал.
Аналоговий сигнал використовує певні властивості середовища для передачі інформації. Наприклад, анаероїдний барометр використовує поворотну позицію як сигнал для передачі інформації про тиск. В електричних сигналах для передачі інформації, може змінюватися напруга, струм, фаза або частота сигналу.
Будь-яка інформація може передаватися в формі аналогового сигналу; часто такий сигнал це виміряна реакція на зміну фізичного явища, такого як звук, світло, температура, позиція, або тиск. Фізична величина перетворюється на аналоговий сигнал за допомогою перетворювача. Наприклад, при записуванні звуку, коливання тиску повітря, що діє на діафрагму мікрофона яка приводить до відповідних коливань струму, що створюється котушкою електромагнітного мікрофону, або напруги, яку створює конденсаторний мікрофон.
Теоретично аналоговий сигнал має нескінченну роздільну здатність. На практиці аналоговий сигнал піддається електронному шуму і спотворенню, що спричинені каналами передачі і операцій з обробки сигналів, що можуть значно погіршити співвідношення сигнал-шум (SNR). Перетворення аналогового сигналу в цифрову форму породжує постійний шум низького рівня, який називають шумом квантування, але якщо сигнал уже перетворено в цифрову форму в основному він може передаватися або оброблятися без появи додаткового шуму або спотворення. В аналогових системах, важко встановити коли така деградація відбулася. Однак, в цифрових системах, деградацію можна не лише виявити але і виправити.